# Oleg Olegovič Pavlov
Oleg Pavlov (in russo Олег Олегович Павлов?; Mosca, 16 marzo 1970 – Mosca, 7 ottobre 2018) è stato uno scrittore russo autore di romanzi ispirati alla sua esperienza di guardia carceraria nel campo di prigionia sovietico di Karaganda (attuale Kazakistan).

## Biografia
Durante il servizio militare svolto come guardia carceraria, ha subito un violento trauma cranico che lo ha costretto per oltre un mese in un ospedale psichiatrico: questo gli ha permesso di abbreviare i due anni di servizio militare. Ha dunque deciso di tornare a Mosca per approfondire le proprie conoscenze letterarie e, all'età di 24 anni, nel 1995, pubblica Kazënnaja skazka, il suo primo romanzo. È subito notato dalla critica, che pare apprezzarlo più di altri suoi scrittori contemporanei quale Vladimir Makanin. Ha continuato a godere di grande visibilità dal 1997, arrivando ad ottenere il Russkij Booker nel 2002, venendo così riconosciuto come uno dei maggiori autori della Letteratura russa contemporanea. Partendo da alcune lettere ricevute da Aleksandr Solženicyn e della moglie di questi Natal'ja, ha realizzato un saggio intitolato L'uomo russo nel XX secolo, sulla società, sulla vita e sulla psicologia dei russi. Attualmente è ritenuto uno dei maggiori autori russi del XX e del XXI secolo.